# Chika Honda
Chika Honda (本田 千佳?; 14 marzo 2002) è una fondista giapponese.

## Biografia
Chika Honda, attiva dal dicembre del 2018, ha esordito in Coppa del Mondo il 16 marzo 2024 a Falun in una 10 km (58ª) e ai Campionati mondiali a Trondheim 2025, dove si è classificata 36ª nella 10 km, 53ª nella sprint, 43ª nello skiathlon e 10ª nella staffetta; non ha preso parte a rassegne olimpiche.

## Palmarès

### Coppa del Mondo
- Miglior piazzamento in classifica generale: 183ª nel 2024